# Czułówek
Czułówek is een plaats in het Poolse district Krakowski, woiwodschap Klein-Polen. De plaats maakt deel uit van de gemeente Czernichów en telt 420 inwoners.